# المقبرة اليهودية في سلا
المقبرة اليهودية في سلا هي مقبرة يهودية قديمة تقع في قلب مدينة سلا في المغرب، بالقرب من ملحقة بطانة.

## الملاحظات والمراجع
1. ↑  جميع حاخامات المغرب نسخة محفوظة 17 يوليو 2017 على موقع واي باك مشين.